# Stjepan Bojničić
Stjepan Bojničić (Zagreb, 6. veljače 1884. – Zagreb, 27. veljače 1927.), hrvatski glumac iz plemićke obitelji Bojničića Kninskih.

## Životopis
Rodio se u plemićkoj obitelji oca, dr. Ivana Bojničića, poznatog povjesničara i arhiviste i Franjice Hirling. Imao je sestru Vjeru Bojničić, slikaricu i grafičarku te brata Ivana Ljudevita. Studirao je fiilozofiju u Zagrebu i Beču, ali studij prekida 1907. godine i posvećuje se kazalištu. Bio je član HNK u Zagrebu. Poslije ostvarenih uloga u operetama i lakšim izvedbama, umjetnički je napredovao i pokazao zrelost u tumačenju psihološki izraženih likova, osobito karakternih komičnih uloga.
Igrao je komične i karakterne uloge: 
- Polonije, Tobija i Antonijo (W. Shakespeare)
- Timotije (N. Machiavelli, "Mandragola"),
- Kajgana (Gogolj, "Ženidba"),
- Vuk (I. Gundulić, "Dubravka").

Nastupao je u prvim hrvatskim nijemim igranim filmovima: "Brcko u Zagrebu" (1917.) i "Jeftina košta" (1919.) i "Grička vještica" (1920.).

## Vanjske poveznice
- Stjepan Bojničić u internetskoj bazi filmova IMDb-u (engl.)
- Stjepan Bojničić – Hrvatska enciklopedija
- Stjepan Bojničić – Hrvatski biografski leksikon
- Stjepan Bojničić – Filmska enciklopedija